# Gesellschaft für Popularmusikforschung
Die Gesellschaft für Popularmusikforschung (GFPM) ist ein eingetragener gemeinnütziger Verein, dem über 200 Wissenschaftler und Studierende aus dem deutschsprachigen Raum angehören, um sich über musik- und kulturwissenschaftliche, musikpädagogische, soziologische, medien- und kommunikationswissenschaftliche und andere Aspekte populärer Musik auszutauschen. 
Die Aufgaben des 1984 gegründeten Vereins bestehen laut Satzung vor allem darin, Tagungen und Symposien zu organisieren, den Nachwuchs in der Popularmusikforschung zu fördern, wissenschaftliche Untersuchungen anzuregen bzw. durchzuführen und den Informationsaustausch zu organisieren. Die GFPM unterstützt fachspezifische und interdisziplinäre Forschungsvorhaben und arbeitet mit anderen wissenschaftlichen und kulturellen Verbänden sowie Institutionen zusammen. Jährlich zum Herbst wird eine Schwerpunkttagung zu einem aktuellen Thema veranstaltet. Vor seiner Umbenennung im Jahr 2014 trug der Verein den Namen Arbeitskreis Studium Populärer Musik (ASPM).

## Veröffentlichungen
Aktuell veröffentlicht die GFPM die Schriftreihen „Beiträge zur Popularmusikforschung“ (ISSN 0943-9242) und „texte zur populären musik“ (ZDB-ID 2277720-9). Die „Beiträge“ dokumentieren im Wesentlichen die Ergebnisse der jeweiligen Tagungen, in der „texte“-Reihe erscheinen Sammelbände und größere Forschungsarbeiten. Alle Publikationen verlegt der Bielefelder Transcript Verlag. Zudem betreibt die GFPM die Online-Zeitschrift SAMPLES.

## Vorstand und Wissenschaftlicher Beirat
Der Vorstand der Gesellschaft besteht derzeit aus André Doehring und Reinhard Kopanski sowie dem Geschäftsführer Peter Klose. Mitglieder des wissenschaftlichen Beirats sind Michael Ahlers, Michael Huber, Melanie Ptatscheck, Svenja Reiner und Daniel Suer.